# Allium teretifolium
Allium teretifolium — вид рослин з родини амарилісових (Amaryllidaceae); поширений у Казахстані, Киргизстані, Китаї.

## Опис
Цибулини зазвичай скупчені, вузько-яйцюваті, діаметром ≈ 1 см; оболонка жовтувато-коричнева. Листків 3 або 4, коротші від стеблини, 0.5–1 мм завширшки, ≈ півциліндричні, жолобчасті зверху, гладкі. Стеблина 10–50 см, циліндрична, вкрита листовими піхвами на 1/4–1/2 довжини. Зонтик ≈ півсферичний. Оцвітина від блідо-пурпурової до блідо-червоної; сегменти ≈ рівні, 6–7(9) × 2–2.5(3) мм. Період цвітіння й плодоношення: липень — серпень.

## Поширення
Поширення: Казахстан, Киргизстан, Китай — західний Сіньцзян.
Населяє сухі і гравійні схили.